# Ugi-Diels-Alder-reactie
De Ugi-Diels-Alder-reactie is een van de Ugi-reactie afgeleide multicomponentreactie, waarbij een isocyanide, een furfuralderivaat, een amine en een alkeencarbonzuur met elkaar reageren tot een intermediair, dat vervolgens een intramoleculaire Diels-Alder-reactie kan ondergaan. Hierdoor kunnen relatief complexe moleculen gevormd worden:
De reactie werd vernoemd naar de scheikundigen Ivar Karl Ugi, Otto Diels en Kurt Alder.